# Grégoire de Galzain
Grégoire de Galzain (ur. 23 września 1971 roku w Wersalu) – francuski kierowca wyścigowy.

## Kariera
Galzain rozpoczął karierę w wyścigach samochodowych w 1992 roku od startów we Francuskiej Formule Renault, gdzie jednak nie był klasyfikowany. Rok później w tej samej serii był dwudziesty. W późniejszych latach pojawiał się także w stawce Francuskiej Formuły 3, Masters of Formula 3, Formuły 3000, Open Telefonica by Nissan oraz 24-godzinnego wyścigu Le Mans.
W Formule 3000 Francuz startował w latach 1996-1999. Jednakże w żadnym z piętnastu wyścigów, w których wystartował, nie zdołał zdobyć punktów. W World Series by Nissan pojawiał się na starcie w latach 2000-2001 z francuscką ekipą Epsilon by Graff. Uzbierane odpowiednio dziesięć i siedem punktów dawało mu odpowiednio szesnaste i dziewiętnaste miejsce w końcowej klasyfikacji kierowców.